# Paul Sébillot

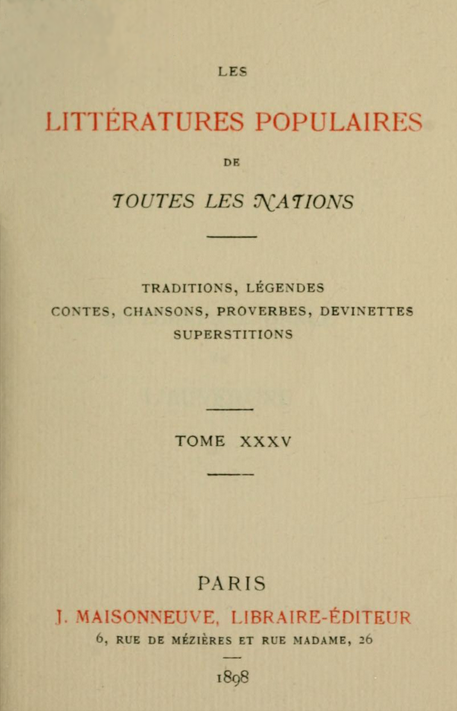
Les littératures populaires de toutes les nations (XXXV) 1898.

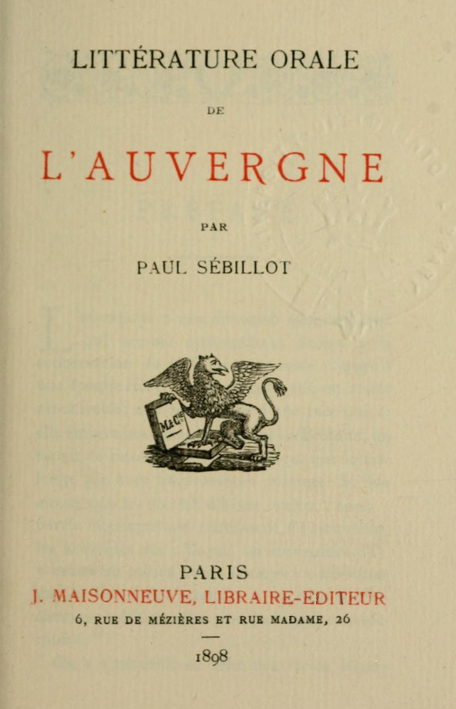
Littérature orale de L'Auvergne (1898).

Paul Sébillot (Matignon, Costes del Nord, 1843- París, 1918) fou un etnòleg i investigador bretó. Estudià dret a Roazhon, on es va fer amic de François-Marie Luzel i un dels pocs estudiosos de la parla gallo, va compondre el recull Contes populaires de la Haute Bretagne (1880) i el sainet en gallo Les deux patours(1912). També fou fundador de la Revue des Traditions Populaires, va establir els límits lingüístics entre el gallo i el bretó a la línia de Plouc'ha, Courlay i Begnen, encara que la topografia establia que en el segle IX els límits lingüístics arribaven a Dol, Plechatel i Donges, a l'estuari del Ligel. També va estudiar pintura a París el 1863 i exposà alguns quadres a Viena.

## Publicacions
- 1875: La République, c’est la tranquillité
- 1876: Essai sur le patois gallot
- 1880: Les Traditions, superstitions et légendes de la Haute-Bretagne
- 1880 : Essai de questionnaire pour servir à recueillir les traditions, les superstitions et les légendes
- 1880 : Contes populaires de la Haute-Bretagne
- 1880 : Contes des paysans et des pêcheurs
- 1880 : Les Pendus
- 1881: La Littérature orale de la Haute-Bretagne
- 1882: Les Traditions et superstitions de la Haute-Bretagne
- 1883: Contes de terre et de mer
- 1883 : Gargantua dans les traditions populaires
- 1885: Les Coutumes populaires de la Haute-Bretagne
- 1885 : Questionnaire des croyances, légendes et superstitions de la mer
- 1886: La Bibliographie des traditions populaires des Frances d'Outremer
- 1886 : La langue bretonne, limites et statistique
- 1886 : Légendes chrétiennes de la Haute-Bretagne
- 1886 : Devinettes de la Haute-Bretagne
- 1887: Les Instructions et questionnaires de la société
- 1887 : Les Coquilles de mer
- 1887 : Légendes locales de la Haute-Bretagne : les Margot la fée
- 1887 : Notes sur la mer et la météorologie maritime
- 1888: Notes sur les traditions et superstitions de la Haute-Bretagne
- 1888 : Blason populaire de la Haute-Bretagne
- 1888 : L'Imagerie populaire en Bretagne
- 1889: Les Héros populaire en Haute-Bretagne
- 1890: Molière et les traditions populaires
- 1891: Les Traditions et superstitions de la Boulangerie
- 1891 : Contes de marins : le diable et les animaux à bord
- 1891 : Contes de marins
- 1892: Les Femmes et les traditions populaires
- 1892 : Additions aux coutumes, traditions et superstitions de la Haute-Bretagne
- 1892 : Les Incidents des contes populaires de la Haute-Bretagne
- 1892 : Contes de la Haute-Bretagne : Les chercheurs d'aventures, le diable et ses hôtes
- 1893: Ustensiles et bibelots populaires
- 1893 : Le Tabac dans les superstitions et les coutumes
- 1894: Les Travaux publics et les mines dans les traditions et superstitions de tous les pays
- 1894 : Contributions à l'étude des contes populaires
- 1894 : Livres et images populaires
- 1894 : Légendes du pays de Paimpol
- 1894 : Dix contes de la Haute-Bretagne
- 1894 : Bibliographie des traditions de la Bretagne
- 1895: Contes de prêtres et de moines
- 1895 : Ercé près Liffré et le château du Bordage
- 1895 : Légendes et curiosités des métiers
- 1896: Contes espagnols
- 1897: Annuaire de Bretagne
- 1897 : Petite légende doré de la Haute-Bretagne
- 1898: Littérature orale de l'Auvergne
- 1899: Légendes locales de la Haute-Bretagne
- 1899 : La Bretagne enchantée
- 1900: La Veillée de Noël
- 1900 : Contes des landes et des grèves
- 1900 : Les Coquillages de mer
- 1900 : Légendes locales de la Haute-Bretagne
- 1901: Le Folklore des pêcheurs
- 1902: La Mer fleurie
- 1903: Les Traditions populaires en Anjou
- 1904 : Les Paganismes
- 1904-1906: Le Folklore de France